# Charles W. Waterman

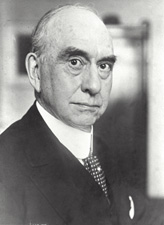
Charles W. Waterman

Charles Winfield Waterman (* 2. November 1861 in Waitsfield, Washington County, Vermont; † 27. August 1932 in Washington D.C.) war ein US-amerikanischer Politiker (Republikanische Partei), der den Bundesstaat Colorado im US-Senat vertrat.
Charles Waterman besuchte die Dorfschule und eine Privatschule in St. Johnsbury. 1885 machte er seinen Abschluss an der University of Vermont, woraufhin er in Connecticut und Iowa bis 1888 als Lehrer arbeitete. Im Jahr darauf graduierte er an der Law School der University of Michigan in Ann Arbor und wurde in die Anwaltskammer aufgenommen. Danach begann er als Jurist in Denver zu praktizieren.
Im Jahr 1926 bewarb Waterman sich um die Nominierung seiner Partei für den Senatssitz, den zu dieser Zeit mit Rice W. Means ein anderer Republikaner innehatte. Er besiegte Means in der Primary und setzte sich dann auch bei der eigentlichen Wahl äußerst knapp gegen den Demokraten William Sweet durch, sodass er am 4. März 1927 in den Senat einziehen konnte. Dort übernahm er unter anderem den Vorsitz im Patentausschuss. Noch vor Ablauf seiner Amtszeit starb Waterman im August 1932 in Washington.